# The Arrival of Perpetua
The Arrival of Perpetua és una pel·lícula muda produïda per la Shubert Film Corp, i interpretada per Alec B. Francis, Vivian Martin, i Milton Sills entre d'altres. Va ser la primera pel·lícula que Émile Chautard va dirigir als Estats Units i es va estrenar el 29 de març de l'any 1915. No es coneix la seva localització en cap arxiu per lo que probablement es tracta d'una pel·lícula perduda.

## Argument
Perpetua, coneguda com a "Pet", abandona l'internat de noies quan el seu oncle, Hastings Curzon, mor deixant-li una herència d'un milió de dòlars sempre que visqui com volia el seu tiu. El seu tutor, Thaddeus Curzon, un home absent i somniador, la posa a càrrec de la germanastra soltera del seu pare, la sempre mal-humorada tia Abigal Majendrie. La predilecció de la seva tia pels micos, lloros, gats i gossos, i el fet que junta amb les seves amigues sempre estiguin cantant himnes xafardejant fa que Pet es cansi i marxi i es presenti a casa de Thaddeus. De mica en mica cadascú es guanya el cor de l'altre però, tot i això, Thaddeus la retorna a casa d'Abigal, on tres caça-fortunes pretenen la seva mà. Després que Pet obtingui una carta falsa d'un advocat que indica que no té diners, els pretendents perden l'interès. Thaddeus, en saber que no té diners, li demana que sigui la seva dona, declarant que l'estima però que no volia fer el pas tement que cregués que l'estimava pels seus diners.

## Repartiment
- Alec B. Francis (Hastings Curzon)
- Vivian Martin (Perpetua)
- Julia Stuart (Harriet Skycraft)
- Milton Sills (Thaddeus Curzon)
- Frederick Truesdell (Ned Hardringe)
- Nora Cecil (Abigail Majendrie)
- M.T. O'Donohue (Nancy)
- Kenneth Hill (Lord Berringer)
- Johnny Hines (Pipkin)
- Robert Milasch (Andrews)
- John Troyano (Willie)
- Donald Devlin (xòfer)